# Dalmasula
Genre
Dalmasula est un genre d'araignées aranéomorphes de la famille des Oonopidae.

## Distribution
Les espèces de ce genre se rencontrent en Namibie et en Afrique du Sud.

## Liste des espèces
Selon World Spider Catalog (version 15.0, 2014) :
- Dalmasula dodebai Szüts & Ubick, 2012
- Dalmasula griswoldi Szüts & Ubick, 2012
- Dalmasula lorelei Platnick & Dupérré, 2012
- Dalmasula parvimana (Simon, 1910)
- Dalmasula tsumkwe Platnick & Dupérré, 2012

## Étymologie
Ce genre est nommé en l'honneur de Raymond de Dalmas.

## Publication originale
- Platnick, Abrahim, Álvarez-Padilla, Andriamalala, Baehr, Baert, Bonaldo, Brescovit, Chousou-Polydouri, Dupérré, Eichenberger, Fannes, Gaublomme, Gillespie, Grismado, Griswold, Harvey, Henrard, Hormiga, Izquierdo, Jocqué, Kranz-Baltensperger, Kropf, Ott, Ramírez, Raven, Rheims, Ruiz, Santos, Saucedo, Sierwald, Szüts, Ubick & Wang, 2012 : Tarsal organ morphology and the phylogeny of goblin spiders (Araneae, Oonopidae), with notes on basal genera. American Museum Novitates, no 3736, p. 1-52 (texte intégral).